# Morsejeva abeceda
Morsejeva abeceda je kodiranje črk, številk in ločil s pomočjo kombinacije dolgih in kratkih znakov. Razvila sta jo izumitelj telegrafa Samuel Morse in njegov sodelavec Alfred Vail leta 1835. Leta 1847 je abecedo izpopolnil v obliko, kakršno poznamo še danes hamburški pionir telegrafije Friedrich Clemens Gerke.
Osnovni namen je bila komunikacija preko telegrafa, z izumom radia pa tudi za komunikacijo preko radijskih zvez. Prenos zvoka takrat še ni bil razvit, zato se je uporabljalo vklapljanje in izklapljanje oddajnika. Morsejeva abeceda je bila aktivno v uporabi v mornarici in oboroženih silah do 31. decembra 1999, ko je bila uradno izločena iz uporabe. Še vedno pa jo uporabljajo taborniki in skavti pa kot sredstvo preproste komunikacije, saj jo je možno oddajati tudi z različnimi improviziranimi sredstvi (svetilka, piščalka, zrcalo, itd).
Delo z uporabo Morsejeve abecede imenujemo telegrafija ali s kratico CW (angleška kratica za continuous wave). Znanje telegrafije ni več del obveznega znanja radioamaterjev v Sloveniji in v večini Evropske unije, čeprav se ponekod po svetu njeno znanje še zahteva za delo na nekaterih frekvenčnih območjih. Radioamaterji še vedno uporabljajo Morsejevo abecedo za komuniciranje na dolge razdalje, ker je Morsejeve znake za razliko od prenosa zvoka možno razbrati tudi pri močnejšem šumu ali motnjah. Priljubljena je tudi pri radioamaterjih, ki uporabljajo oddajnike majhnih moči, saj je zaradi zelo ozke pasovne širine signala učinkovita že pri sorazmerno nizkih oddajnih močeh. Oddajniki za Morsejevo kodo so tudi precej enostavnejši od tistih za prenos zvoka.
Morsejeva abeceda je zgodnja oblika digitalne komunikacije. Za razliko od današnje oblike, ki uporablja samo dve stanji: vklopljeno ali izklopljeno (oziroma 0/1) ima Morsejeva abeceda pet stanj: pika, črtica, kratek presledek (med črkami), srednji presledek (med besedami) in dolg presledek (med stavki). Presledke med znaki v zapisu na papir predstavlja pokončna črta (|), ki označuje tudi začetek besedila, presledek med besedami pa označujeta dve pokončni črti (||).

## Znaki
Znaki se v Morsejevi abecedi zapisujejo kot kombinacije kratkih (pika) in dolgih signalov (črtica). Dolžina dolgih in kratkih signalov ter presledkov je določena na naslednji način:
- Dolg signal je trikrat daljši od kratkega signala.
- Dolgi in kratki signali (znotraj enega znaka) so razmaknjeni za dolžino kratkega signala.
- Presledki med znaki so dolgi tri kratke signale oz. en dolg signal.
- Presledki med besedami so dolgi 7 kratkih signalov.

Standard predvideva tudi določeno dolžino kratkega signala, iz katerega so izvedene vse ostale dolžine signalov in presledkov med znaki oz. besedami. Trajanje kratkega signala je odvisno od hitrosti pošiljanja besedila (večja hitrost zahteva uporabo manjše dolžine kratkega signala).
Kodiranje črk je izvedeno tako, da imajo pogostejše črke (E, T) krajše zapise, s tem se celotna dolžina kodiranega sporočila skrajša (v bistvu gre za neke vrste Huffmanov kod).

### Črke
- A:  .-
- B:  -...
- C:  -.-.
- D:  -..
- E:  .
- F:  ..-.
- G:  --.
- H:  ....
- I:  ..
- J:  .---
- K: -.-
- L:  .-..
- M:  --
- N:  -.
- O:  ---
- P:  .--.
- Q:  --.-
- R:  .-.
- S:  ...
- Š:  ----
- T:  -
- U:  ..-
- V:  ...-
- W:  .--
- X:  -..-
- Y:  -.--
- Z:  --..

## Števila
- 1: .----
- 2: ..---
- 3: ...--
- 4: ....-
- 5: .....
- 6: -....
- 7: --...
- 8: ---..
- 9: ----.
- 0: -----

### Ločila
- pika: .-.-.-
- vezaj: -....-
- vprašaj: ..--..
- vejica: --..--
- opuščaj:.----.
- narekovaj: .--..--.
- dvopičje: ---...
- oklepaj: -.--.-
- afna (@): .--.-.

### Najbolj znani zapisi
- SOS: ...---...

### Skupine za učenje
Naslednje skupine združujejo črke, katerih kode v Morsejevi abecedi so si med sabo približno podobne: 
E,I,S,H : | . | .. | ... | .... | 

T,M,O : | - | -- | --- | 

A,U,V : | .- | ..- | ...- | 

N, D, B : | -. | -.. | -... | 

A,W,J : | .- | .-- | .--- | 

K,G,R : | -.- | --. | .-. | 

C,F,L,P,Q:| -.-. | ..-. | .-.. | .--. | --.- |

X,Y,Z : | -..- | -.-- | --.. | 

V praksi je bolj, kot učenje zaporedja dolgih in kratkih signalov uporabno učenje zvoka posameznih črk in znakov (posebno pri večjih hitrostih oddajanja in sprejemanja).